# 金智勲
金 智勲（キム・ジフン、김 지훈、Ji-Hoon Kim、男性、1987年1月17日 - ）は、大韓民国のプロボクサー。元IBO世界フェザー級王者。元PABAフェザー級王者。元韓国フェザー級王者。元韓国ライト級王者。

## 来歴
2004年10月5日に大韓民国（以下、単に韓国）でプロデビュー。
2005年9月25日に韓国フェザー級王座を獲得。2006年4月22日に5回2分9秒KO負けを喫し初防衛に失敗、王座から陥落した。
2006年7月16日に初の国外戦として日本の名古屋国際会議場イベントホールにて真教杉田と対戦するが、0-3（94-98、93-97、94-97）の判定負けを喫した。
2006年10月7日、韓国フェザー級王座を再獲得した。
2006年10月29日、パンアジアボクシング協会 (PABA)フェザー級暫定王座を獲得。
2007年2月、正規王者サオヒン・シリタイコンドーの王座返上に伴い正規王座認定を受け正規王者になった。
2008年5月、初めてアメリカ合衆国に渡りカリフォルニア州ラスベガスのトーマス&マック・センターで試合を行い、グルジアのコバ・ゴゴラゼを1回2分27秒TKO勝ちを収めた。試合後、ゴゴラゼは引退した。
2009年3月20日、テキサス州ラレドのラレド・エンターテイメント・センターでヒルベルト・サリナスを8回TKOで仕留める。
2009年9月12日、南アフリカでゾラニ・マラリが持つ国際ボクシング機構 (IBO)世界フェザー級王座に挑戦し、9回TKO勝利。王座奪取に成功した。
2010年2月12日、カリフォルニア州テメキュラで行われたフライデーナイトファイトのメインイベントにてタイロン・ハリスを5回TKOで降した。
2010年5月21日、ラレドのラレド・エナジー・アリーナでアメス・ディアスを1回TKOで降し、IBF世界ライト級王座挑戦権を得る。
2010年8月14日、ミゲル・バスケスと空位のIBF世界ライト級王座を争うが、12回判定0-3で敗れ王座獲得ならず。
2010年10月31日、再起戦としてオーストラリアでレオナルド・ザパビグナとIBF世界ライト級王座挑戦権を争うが、1回TKO負け。
2011年2月27日、韓国ライト級王座決定戦で金東赫と対戦し、2-1の判定勝ちで王座を獲得した。
2012年12月6日、ラスベガスでレイムンド・ベルトランと対戦し、10回判定0-3で敗れる。
2013年5月2日、カリフォルニア州でマウリシオ・ヘレーラと対戦し、10回判定0-3で敗れる。

## 獲得タイトル
- 韓国フェザー級王座
- PABAフェザー級暫定王座
- 第8代PABAフェザー級王座
- IBO世界フェザー級王座
- 韓国ライト級王座